# Какишев, Турсынбек Какишевич
Турсынбек Какишевич Какишев (каз. Тұрсынбек Кәкішев; 15 августа 1927, с. Даниловка, Буландынский район, Акмолинская область, КазССР, СССР — 7 сентября 2015, Казахстан) — советский и казахстанский филолог, доктор филологических наук (1972), профессор (1973), лауреат премии имени С. Сейфуллина, заслуженный деятель науки Республики Казахстан (1979).

## Биография
Родился 15 августа 1927 года в селе Даниловка Кокчетавского уезда Акмолинской губернии (ныне — Буландынский район Акмолинской области Казахстана).
В 1950 году — окончил факультет журналистики КазГУ имени С. Кирова. Во время учёбы заведовал отделом молодёжной газеты «Лениншіл жас», а после её окончания, работал старшим редактором издательства Мектеп.
В 1952 году — направлен в институт истории партии при ЦК КП Казахстана.
С 1958 по 1960 годы — учёба в аспирантуре Института языка и литературы Академии наук КазССР, и защита кандидатской диссертации, тема: «Идейно-творческие вопросы казахской советской литературы в период её становления (1917—1929 годы)».
В 1960—1968 годах — научный сотрудник Института литературы и искусства АН КазССР.
В 1971 году — защитил докторскую диссертацию на тему «Пути зарождения и становления казахской литературной критики».
В 1972 году — присвоено учёное звание профессора.
С 1968 по 1978 год — работал в КазНУ имени аль-Фараби старшим преподавателем, доцентом КазГУ, в 1978—1986 годах — декан филологического факультета, в 1990—2000 годах — заведующий кафедрой.
В 1997 году был награждён орденом «Парасат».
Умер 7 сентября 2015 года. Похоронен на Кенсайском кладбище Алматы.

## Научная деятельность
Вел работы по изучению творчества С. Сейфуллина, принимал активное участие в создании многотомной «Истории казахской литературы» (1960, Москва, Издательство «Наука»), третьего тома «Истории казахской литературы», «Истории советской многонациональной литературы» (1970, том 1), «Истории советской многонациональной литературы».
Автор 37 монографий, книг и брошюр, а также 800 газетно-журнальных публикаций и радиотелевизионных выступлений.
Под его общей редакцией в 1996 году издана «Краткая история казахской литературы».
Составитель собраний сочинений многих известных казахских писателей, в том числе 12-томного издание произведений С. Сейфуллина.

## Общественная деятельность
С середины 50-х годов 20-го века писал статьи в защиту интересов казахского языка и казахской школы, в связи с этим преследовался за эти взгляды властями.
В 1988 году — выступил с острой публицистической статьей «Необходимо исправить многочисленные ошибки, ставшие роковыми аксиомами».
Участвовал в работах по объективному освещению истории алашского движения, за статус казахского языка, как государственного, организационное укрепление деятельности международного общества «Қазақ тілі», принимал активное участие в проведении съездов казахской диаспоры.
Вел большую работу по подготовке научно-педагогических кадров.
Под его научным руководством защищено 48 кандидатских, и 10 докторских диссертаций.
Почётный академик Международный академии наук высшей школы.
Академик международной общественной академии Ч. Айтматова.

## Награды
- Орден Парасат (1997)
- Заслуженный деятель Казахстана
- Премия имени С. Сейфуллина
- Заслуженный деятель науки Республики Казахстан